# 青良信号所
青良信号所（チョンニャンしんごうしょ）は、大韓民国江原特別自治道江陵市にある韓国鉄道公社（KORAIL）嶺東線および京江線の信号所である。
嶺東線と京江線の分岐点であり、嶺東線の終点である。ここから江陵駅までは京江線の単独区間となる。
2020年3月2日より南江陵信号場と安仁駅を結ぶ連絡線を使って東海駅に直通する江陵線KTXが運行されている。

## 歴史
- 2018年6月28日：開設[1]。